# Резолюция 152 на Съвета за сигурност на ООН
Резолюция 152 на Съвета за сигурност на ООН е приета на 23 август 1960 г. по повод кандидатурата на Република Конго за членство в ООН. С Резолюция 152 Съветът за сигурност препоръчва на Общото събрание на ООН Република Конго да бъде приета за член на Организацията на обединените нации.